# Спиртовка

устройство спиртовки

Спиртовка — горелка для жидкого топлива, содержащая резервуар для спирта, снабжённая крышкой, через которую пропущен фитиль, нижний конец которого размещён в резервуаре, а верхний конец вне его.

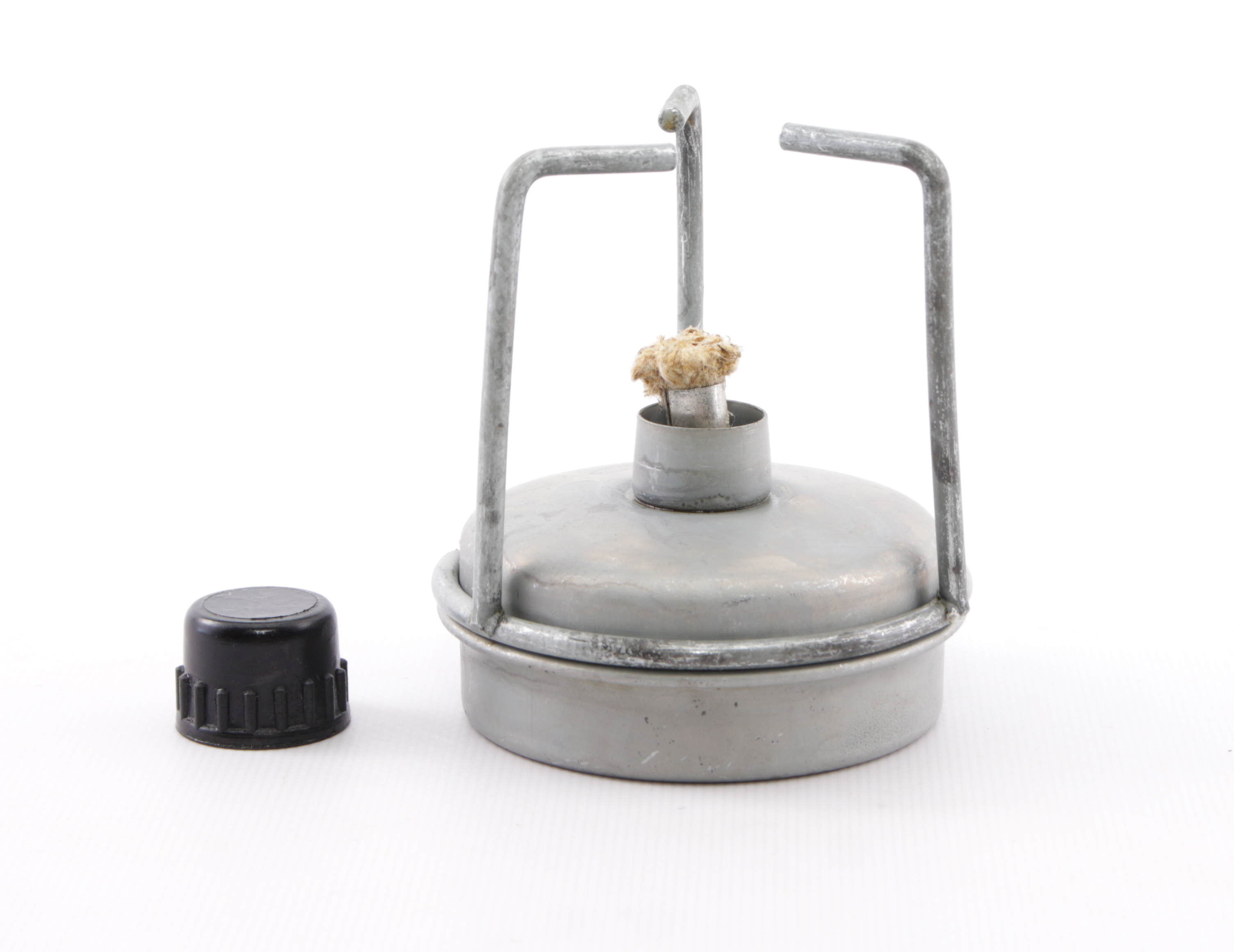
Лабораторная спиртовка с металлическим корпусом. СССР, 1960 г.

## Применение

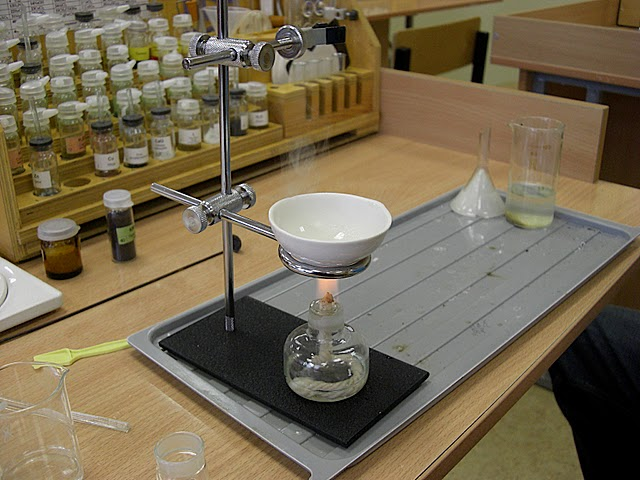
Лабораторная спиртовка

Применяются в химических и школьных лабораториях для подогрева и плавления материалов, для нагрева небольших лабораторных сосудов (пробирок, колб для химических работ и пр.) и других подобных термических процессов; в медицинских учреждениях для стерилизации в открытом пламени медицинских инструментов; а также везде, где требуется применение открытого пламени небольшой тепловой мощности.

## Конструкция

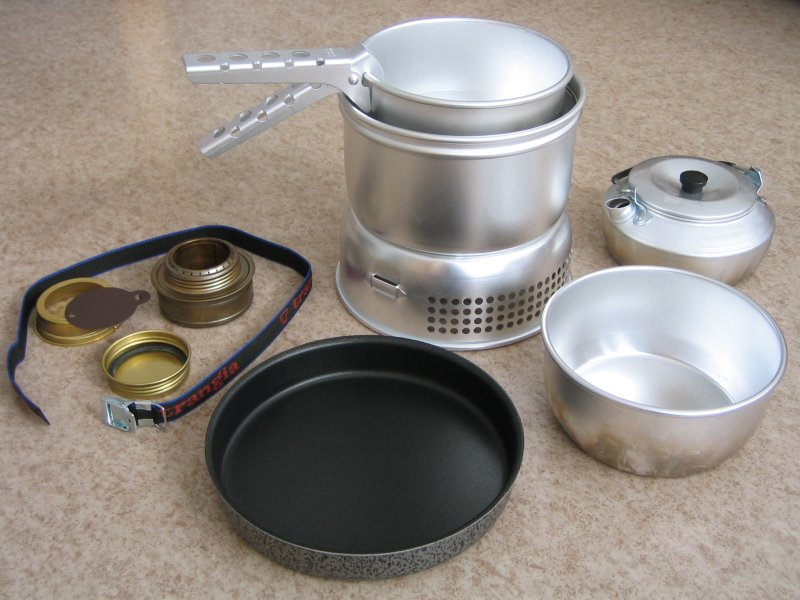
Туристический набор Trangia, включая посуду и спиртовку слева

Ёмкость для спирта является основной несущей частью лабораторной спиртовки, а важнейшей и главной её частью является фитиль, который переносит жидкое топливо (спирт) из ёмкости на конец фитиля, где это топливо горит и используется для нагревания. Ёмкость для спирта изготовлена в виде резервуара, в который опущен нижний конец фитиля. Резервуар имеет горловину, которая снабжена крышкой. Крышка необходима, чтобы отделить зону горения спирта от внутреннего объёма резервуара, где находится жидкое топливо. Крышка резервуара может быть размещена как внутри горловины, так и вне её, охватывая последнюю с наружной стороны. В отверстии крышки, через которую проходит фитиль, обычно устанавливают направляющую трубку. Фитиль должен размешаться в трубке таким образом, чтобы, с одной стороны, иметь возможность плавно и легко перемещаться в трубке, а с другой стороны, контакт трубки с фитилём должен быть достаточно плотным, чтобы фитиль не выпал из трубки. Крышка спиртовки может иметь устройство для регулировки выступающей длины фитиля, рекомендуемая величина которой составляет не более 15 мм.
Обычно топливо для спиртовки заливается через верхнее отверстие резервуара после снятия крышки. Однако имеются спиртовки, резервуар которых имеет боковую заправочную горловину с притёртой пробкой. Количество заливаемого топлива определяется внутренним объёмом резервуара. Спирт из резервуара поднимается по фитилю за счёт капиллярного давления и испаряется, когда достигнет верхнего конца выступающей части фитиля. Пары спирта поджигаются и спиртовка горит с температурой пламени не выше 900  °C. Большинство спиртовок имеют металлический, либо стеклянный колпачок, который используется как для тушения пламени спиртовки, так и для предотвращения испарения топлива.
По конструктивным элементам лабораторные спиртовки отличаются друг от друга по следующим параметрам:
- материал резервуара (металл или стекло);
- форма резервуара (круглая или гранёная);
- внутренний объём резервуара;
- материал и толщина фитиля;
- наличие или отсутствие устройства для регулирования выступающей части фитиля.

Материал резервуара следует выбирать исходя из условий работы спиртовки. Если спиртовка эксплуатируется в условиях, при которых возможно случайное падение спиртовки на каменный или металлический пол, то с точки зрения техники безопасности предпочтительно использовать спиртовку с металлическим резервуаром. Спиртовки со стеклянным корпусом значительно дешевле металлических. Кроме того при работе спиртовки всегда можно наблюдать за уровнем спирта в резервуаре. Однако стекло — хрупкий материал, имеющий малое сопротивление при ударе, и поэтому всегда имеется возможность разрушения резервуара спиртовки при падении на твёрдый пол, что может вызвать разлив горящего спирта. Поэтому в помещениях с повышенными требованиями по пожарной безопасности применение стеклянных спиртовок, особенно изготовленных из тонкого лабораторного стекла, не рекомендуется.
Круглая форма резервуара получила наиболее широкое распространение. Гранёные спиртовки дороже круглых и их следует применять только при выполнении ряда специфических работ, например, связанных с нагревом легкоплавких материалов типа восков, чтобы исключить попадание капель разогретого материала на фитиль спиртовки.
Внутренний объём резервуара спиртовки надо выбирать таким, чтобы при её эксплуатации, как минимум, не требовалось бы вновь заправлять спиртовку в течение одного часа её непрерывной работы.
Материал и толщина фитиля важные элементы для работы спиртовки. Используются фитили из хлопчатобумажной ткани и асбестового шнура. Наибольшее распространение получили фитили из хлопчатобумажной ткани, так как они дают более стабильное и ровное пламя по сравнению с асбестовыми фитилями. Что касается толщины фитилей, то надо исходить из того, что чем толще фитиль, тем больше топлива он подаёт в зону его сгорания. Более толстые фитили дают и более объёмное пламя с большей высотой последнего. В результате тепловая мощность у спиртовок с более толстым фитилём несколько выше, однако при этом выше и расход спирта. Для большинства лабораторных работ, выполняемых при помощи спиртовок, достаточна толщина фитиля не менее 4,8 мм и не более 6,4 мм. Более толстые фитили необходимы для выполнения некоторых профессиональных работ, где требуется высокое и объёмное пламя. Желательно в наборе иметь спиртовки с разной толщиной фитиля и использовать их в зависимости технологических требований, предъявляемых к выполняемой работе.
Устройство для регулировки размеров выступающей части фитиля обеспечивает большое удобство при работе со спиртовками, так как не требуется каждый раз гасить пламя спиртовки, чтобы отрегулировать параметры пламени (высоту и объём) путём изменения размеров выступающей части фитиля. Спиртовки с устройствами регулировки выступающей части фитиля дороже, чем спиртовки без этих устройств. Однако несколько более высокая цена с лихвой покрывается удобствами для профессиональной работы, которые это устройство обеспечивает.

## Топливо
Все спиртовки в качестве топлива преимущественно используют этиловый спирт. В продаже имеются три вида этилового спирта: спирт этиловый ректификованный из пищевого сырья, гидролизный спирт технический из древесного сырья и спирт синтетический, полученный химическим способом. Спирт технический и спирт синтетический иногда окрашивают в сине-фиолетовый цвет с добавлением некоторых веществ с резким запахом. Такой спирт называется денатурат. Все эти виды спиртов можно использовать в качестве жидкого топлива для спиртовок.
Другие виды топлива, например изопропиловый или метиловый спирт, для лабораторных спиртовок применять не рекомендуется, так как эти спирты имеют ПДК (предельно допустимая концентрация в воздухе) на два и более порядка ниже, чем у этилового спирта, и поэтому опасны для здоровья.

## Техника безопасности
При работе с лабораторными спиртовками правила техники безопасности сводятся к следующему.
Необходимо использовать спиртовку только по назначению, указанному в её техническом паспорте. Запрещается заправлять спиртовку вблизи устройств с открытым пламенем. Не заполнять спиртовку топливом более чем наполовину объёма резервуара. Нельзя перемещать или переносить спиртовку с горящим фитилем. Категорически запрещается зажигать фитиль спиртовки посредством другой спиртовки. Заправлять спиртовку только этиловым спиртом. Гасить пламя спиртовки только посредством колпачка.
Не держать на рабочем столе, где используется спиртовка, легковоспламеняющиеся вещества и материалы, способные воспламеняться от кратковременного воздействия источника зажигания с низкой тепловой энергией (пламя спички, спиртовки). Помещение в котором производится работа со спиртовкой (спиртовками) должно быть оснащено первичными средствами пожаротушения, например, порошковым огнетушителем.

## Преимущества
- Малый вес — не более 220 г.
- Простота использования — необходимо только добавлять спирт в резервуар спиртовки, а далее спирт самостоятельно подаётся в область горения.
- Надёжность — все элементы конструкции практически безотказны в работе.
- Бесшумность работы.
- Отсутствие резких запахов — запах этилового спирта перед тем, как он поджигается, ничтожен по сравнению с запахом газообразного топлива в аналогичных случаях.
- Не требуется техническое обслуживание — нет необходимости в проведении регламентных, а также и ремонтных работ по регулировке и очистке элементов конструкции.
- Безопасность в работе — этиловый спирт в малых количествах не взрывоопасен, а разлитый горящий спирт легко можно потушить, применяя стандартные средства пожаротушения (порошковые огнетушители).
- Простота хранения топлива — допускается хранение этилового спирта в обычной пластиковой бутыли или пластиковой канистре.
- Невысокая цена — стоимость спиртовок значительно ниже лабораторных газовых горелок или других видов горелок, применяющих жидкое топливо (керосин, бензин), таких как примусы и керогазы.
- Экологически чистое топливо — не загрязняет окружающую среду (безопасно при попадании в воду и почву и не образует токсичных веществ при сгорании).

## Недостатки
- Низкая тепловая мощность — теплота сгорания этилового спирта ниже, чем у других видов как жидкого топлива (керосин, бензин), так и газообразного топлива (метан, пропан).
- Ненадежная работа при низких температурах — плохое испарение спирта с выступающей верхней части фитиля при минусовых температурах.
- Малая механическая прочность — детали спиртовок имеют невысокую прочность и могут деформироваться или разрушаться даже при небольших механических воздействиях.